# Michelle Gildernew
Michelle Gildernew, född 1 januari 1970 i Dungannon, är en nordirländsk politiker inom Sinn Féin.  
Familjen Gildernew var involverad i en av de centrala händelserna för medborgarrättskampen i Nordirland när de vräktes från sin kommunala bostad i Caledon 1968. Michelle Gildernew studerade vid University of Ulster i Coleraine och engagerade sig under 1990-talet i Sinn Féin. 
Hon valdes till Nordirlands regionala parlament 1998 för valkretsen Fermanagh and South Tyrone, och 2001 invaldes hon i det brittiska underhuset för samma valkrets. Hon segrade med en majoritet av endast 53 röster över Ulster Unionist Partys kandidat, James Cooper.  UUP bestred valresultatet och hävdade att valfusk förekommit, då vissa vallokaler skulle ha hållit öppet efter stängningstid. Valresultatet bekräftades dock och hon fick behålla sitt mandat. Hon återvaldes i valet 2005.
Gildernew var jordbruksminister i regeringen i Nordirland (Northern Ireland Executive) 2007–2011.